# Coatepantli

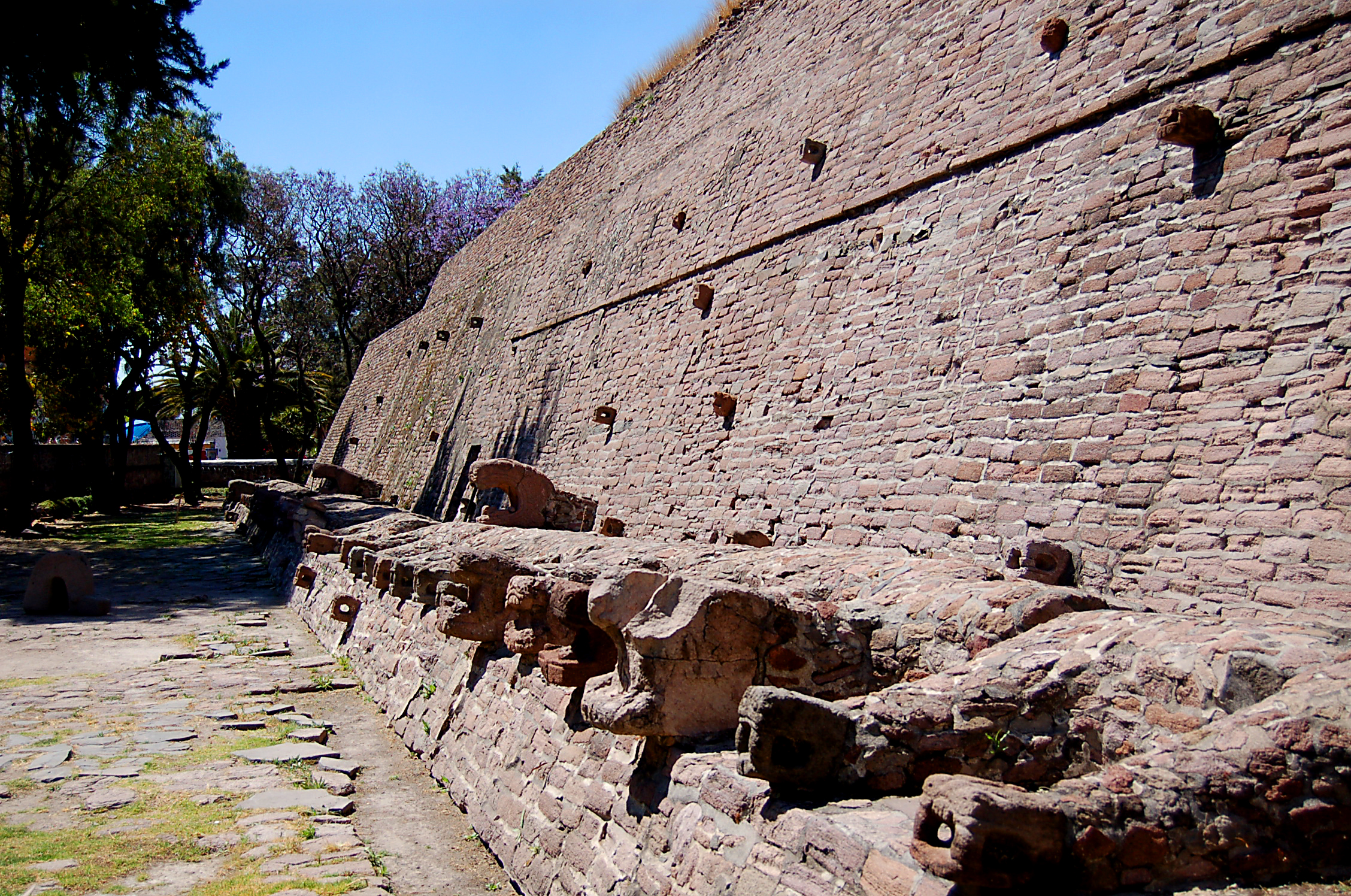
Detalle del Coatepantli en la pirámide de Tenayuca.

Coatepantli del náhuatl que significa "muro de serpientes" es un motivo arquitectónico de carácter ornamental formado con esculturas de serpientes que rodeaban muchos edificios de las culturas mesoamericanas. Es posible que estuviera dedicado a Quetzalcóatl. Ejemplos magníficos de "coatepantli" pueden observarse en los sitios de Tollan-Xicocotitlan , Tenayuca, Templo Mayor y en Tlatelolco, entre otros.
- Datos: Q5775705
- Multimedia: Coatepantli / Q5775705